# Hymenoscyphus albopunctus
Hymenoscyphus albopunctus är en svampart som först beskrevs av Peck, och fick sitt nu gällande namn av Carl Ernst Otto Kuntze 1898. Hymenoscyphus albopunctus ingår i släktet Hymenoscyphus och familjen Helotiaceae.  Arten är reproducerande i Sverige. Inga underarter finns listade i Catalogue of Life.